# Izánoz
Izánoz (Itzanotz en euskera) es un despoblado español del municipio de Izagaondoa, perteneciente a la Comunidad Foral de Navarra.

## Historia
Hacia mediados del siglo XIX, el lugar, ya por entonces perteneciente a Izagaondoa, tenía contabilizada una población de 27 habitantes. Aparece descrito en el noveno volumen del Diccionario geográfico-estadístico-histórico de España y sus posesiones de Ultramar de Pascual Madoz con las siguientes palabras:

IZANOZ: l. del ayunt. y valle de Izagaondoa en la prov. y c. g. de Navarra, aud. terr. y dióc. de Pamplona (6 leg.), part. jud. de Aoiz (3). sit. en un alto, con clima frio y saludble: tiene 3 casas, igl. parr. (la Purificacion), servida por abad, cura de entrada y de provision de la casa de Bayona, de Aoiz, y 2 fuentes de esquisitas aguas. El term. se estiende 1/2 leg. de N. á S. y 1 de E. á O., y confina N. Ardanaz; E. Indurain; S. Ziligueta, y O. el monte Izaga: dentro de esta circunferencia hay 2 montes con robles, hayas y chaparros. El terreno es de buena calidad, pero secano y montuoso; le baña un arroyo que desciende del Izaga: hay prados naturales con escelentes yerbas para el ganado lanar. caminos: locales y en mal estado. El correo se recibe por el balijero del valle. prod.: trigo, maiz, avena y menuzales; cria ganado lanar y vacuno, y caza de perdices, codornices y liebres. pobl.: 3 vec., 27 alm. riqueza: con el valle (V.)
(Madoz, 1847, p. 471)

En 2022, no tenía empadronado ningún habitante.